# Live Blood
Albums de Peter Gabriel
New Blood
(2011) Rated PG
(2019)
Albums live de Peter Gabriel
Secret World Live
(2000)
Live Blood est le troisième album en public de Peter Gabriel, enregistré au HMV Hammersmith Apollo à Londres les 23 et 24 mars 2011. Peter Gabriel s'est entouré d'Ane Brun, sa fille Melanie Gabriel, Sevara Nazarkhan et Tom Cawley, avec le New Blood Orchestra.
Il s'agit d'un double CD comportant au total 22 chansons dont quelques reprises tirées de son album Scratch My Back ainsi que de nouveaux arrangements de ses chansons en solo. Pour certains critiques, l'album est intéressant pour la réinterprétation des chansons les plus connues de l'artiste.

## Liste des chansons
Toutes les pièces sont composées par Peter Gabriel sauf mention contraire.

### CD 1
1. Intruder – 6:06
2. Wallflower – 7:26
3. The Boy in the Bubble - (Paul Simon) – 4:22
4. Après Moi - (Regina Spektor) – 5:26
5. The Drop – 2:48
6. Washing of the Water - (avec Melanie Gabriel) – 4:21
7. The Book of Love - (Stephin Merritt) – 3:56
8. Darkness – 6:34
9. The Power of the Heart - (Lou Reed) – 6:40
10. Biko – 6:40
11. San Jacinto – 7:47

### CD 2
1. Digging in the Dirt – 6:09
2. Signal to Noise – 8:48
3. Downside Up - (avec Melanie Gabriel) – 6:27
4. Mercy Street – 6:48
5. The Rhythm of the Heat – 6:55
6. Blood of Eden – 6:37
7. Red Rain – 7:05
8. Solsbury Hill – 6:21
9. In Your Eyes (avec Sevara Nazarkhan) – 8:30
10. Don't Give Up - (avec Ane Brun) – 8:30
11. The Nest That Sailed the Sky – 6:42